# Museu Nacional d’Art de Catalunya

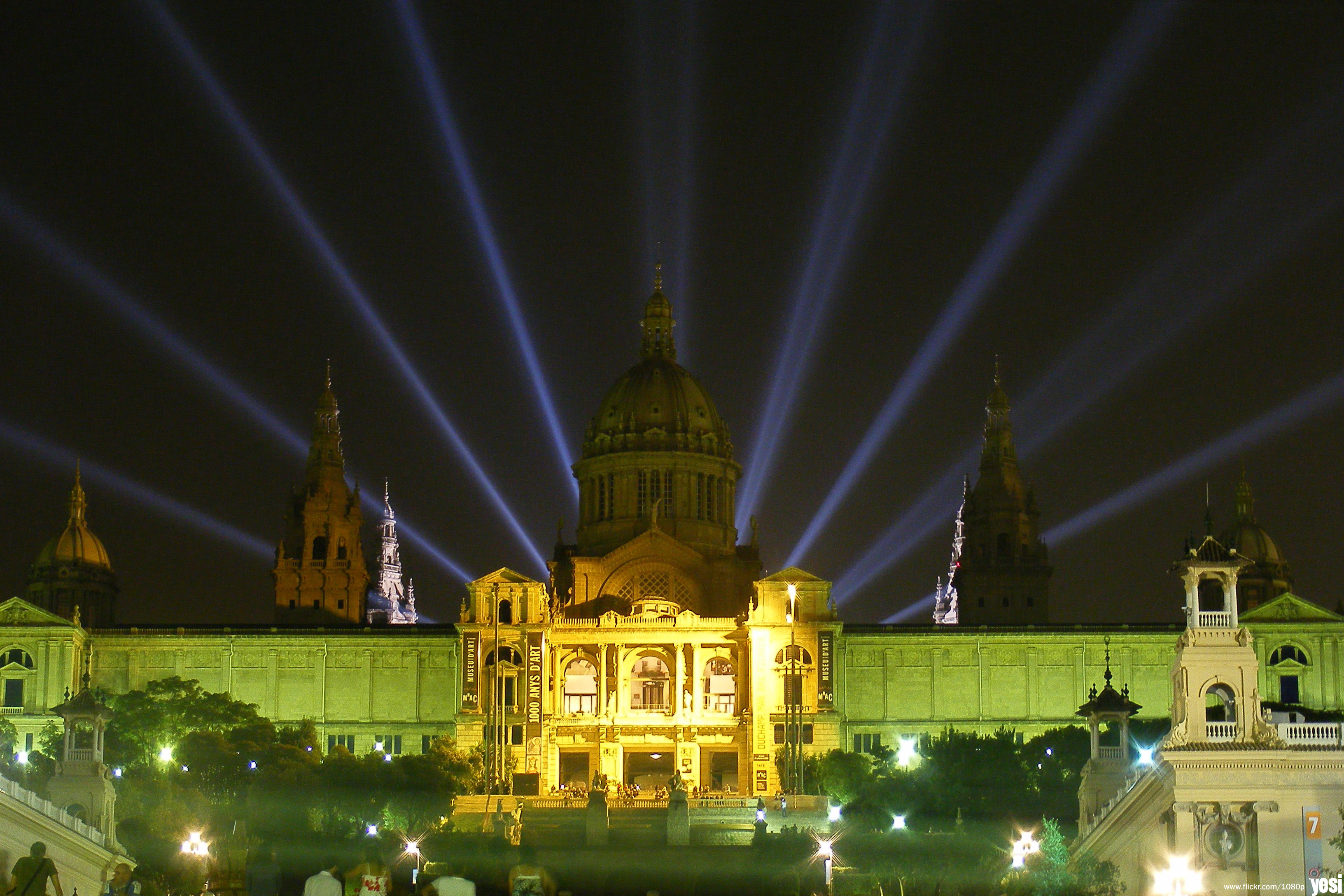
Budynek Museu Nacional d’Art de Catalunya w Barcelonie

Museu Nacional d’Art de Catalunya (hiszp. Museo Nacional de Arte de Cataluña) – położone na wzgórzu Montjuïc w Barcelonie, w pobliżu stadionu olimpijskiego. Muzeum począwszy od 1934 r. znajduje się w Palau Nacional. Muzeum gromadzi najznamienitszą na świecie kolekcję sztuki romańskiej, w tym malowidła ścienne z różnorodnych kościołów w Pirenejach w prowincji Lleida. Znajduje się tu również zbiór sztuki gotyckiej oraz wszelakie eksponaty z czasów renesansu i baroku. Wnętrze jest częściowo zaadaptowane przez włoskiego architekta Gae Aulentiego, przeszło renowację, która przygotowała je na przyjęcie nowych kolekcji, m.in.: Museu d’Art Modern, którego zbiory to głównie katalońskie malarstwo, rzeźba i sztuka dekoracyjna, w tym meble z XIX wieku i początku XX oraz dzieła Ramona Casasa, Santiago Rusiñola, Isidre Nonella czy El Greca.